# Tadjoura
Tadjoura es una ciudad de la república de Yibuti (África). Tiene una población de 48 093 habitantes y es la ciudad más antigua de dicha república. Denominada la Ciudad Blanca de las Siete Mezquitas se ubica en la zona norte de la costa del golfo de Tadjoura. Está rodeada por la cadena montañosa de los Godda. Se conecta con Yibuti, la capital del país, por vía marítima y a través de la carretera conocida como Ruta de la Unida' (también llamada la Ruta del Rey Fahad). 
La ciudad fue un importante centro del tráfico de armas y del comercio de esclavos; (Arthur Rimbaud estuvo trabajando muchos años en esta localidad en el sector armamentístico).
La vida económica de Tadjoura gira alrededor de la agricultura y de la pesca. El máximo representante político sigue siendo el sultán.
- Datos: Q820972
- Multimedia: Tadjoura / Q820972